# Серата (комуна)
Серата (рум. Sărata) — комуна у повіті Бакеу в Румунії. До складу комуни входять такі села (дані про населення за 2002 рік):
- Белцата (87 осіб)
- Серата (1833 особи)

Комуна розташована на відстані 237 км на північ від Бухареста, 8 км на південний захід від Бакеу, 90 км на південний захід від Ясс, 149 км на північний захід від Галаца, 135 км на північний схід від Брашова.

## Населення
У 2009 року у комуні проживали 2397 осіб.